# 159 км (зупинний пункт, Придніпровська залізниця, Самар)
159 кіломе́тр — пасажирський залізничний зупинний пункт Дніпровської дирекції Придніпровської залізниці на електрифікованій лінії Самар-Дніпровський — Павлоград I між станціями Самар-Дніпровський (4 км) та Орлівщина (10 км). Розташований на лівому березі річки Самари, у курортно-рекреаційній зоні Самарівського району Дніпропетровської області.

## Пасажирське сполучення
До 2022 року через платформу 159 км курсували приміські електропоїзди до станцій Дніпро-Головний, Орлівщина та роз'їзду № 5.